# Mistrzostwa Świata w Saneczkarstwie 2000
Mistrzostwa Świata w Saneczkarstwie 2000 – 32. edycja mistrzostw świata w saneczkarstwie, rozegrana w dniach 31 stycznia–6 lutego 2000 roku w szwajcarskim Sankt Moritz. Rozegrane zostały cztery konkurencje – jedynki kobiet, jedynki mężczyzn, dwójki mężczyzn oraz zawody drużynowe. W tabeli medalowej najlepsi byli Niemcy.

## Wyniki

### Jedynki kobiet
| Medal  | Zawodniczka          | Państwo           | Czas     | Strata  |
| ------ | -------------------- | ----------------- | -------- | ------- |
| złoto  | Sylke Otto           | Niemcy            | 1:55,128 |         |
| srebro | Barbara Niedernhuber | Niemcy            | 1:55,359 | + 0,231 |
| brąz   | Sonja Wiedemann      | Niemcy            | 1:55,397 | + 0,269 |
| 4.     | Silke Kraushaar      | Niemcy            | 1:55,441 | + 0,313 |
| 5.     | Gabi Bender          | Niemcy            | 1:55,981 | + 0,853 |
| 6.     | Angelika Neuner      | Austria           | 1:55,993 | + 0,865 |
| 7.     | Natalie Obkircher    | Włochy            | 1:56,566 | + 1,438 |
| 8.     | Becky Wilczak        | Stany Zjednoczone | 1:56,567 | + 1,439 |

### Jedynki mężczyzn
| Medal  | Zawodnik          | Państwo | Czas     | Strata  |
| ------ | ----------------- | ------- | -------- | ------- |
| złoto  | Jens Müller       | Niemcy  | 2:04,146 |         |
| srebro | Armin Zöggeler    | Włochy  | 2:04,481 | + 0,335 |
| brąz   | Georg Hackl       | Niemcy  | 2:04,605 | + 0,459 |
| 4.     | Karsten Albert    | Niemcy  | 2:04,800 | + 0,654 |
| 5.     | Denis Geppert     | Niemcy  | 2:04,826 | + 0,680 |
| 6.     | Markus Kleinheinz | Austria | 2:04,971 | + 0,825 |
| 7.     | Markus Prock      | Austria | 2:05,017 | + 0,871 |
| 8.     | Reinhold Rainer   | Włochy  | 2:05,079 | + 0,933 |

### Dwójki mężczyzn
| Medal  | Zawodnicy                          | Państwo           | Czas     | Strata  |
| ------ | ---------------------------------- | ----------------- | -------- | ------- |
| złoto  | Patric Leitner/Alexander Resch     | Niemcy            | 1:54,303 |         |
| srebro | Steffen Skel/Steffen Wöller        | Niemcy            | 1:54,703 | + 0,400 |
| brąz   | Mark Grimmette/Brian Martin        | Stany Zjednoczone | 1:54,978 | + 0,675 |
| 4.     | Christian Oberstolz/Patrick Gruber | Włochy            | 1:55,508 | + 1,205 |
| 5.     | Markus Schiegl/Tobias Schiegl      | Austria           | 1:55,520 | + 1,217 |
| 6.     | Chris Thorpe/Gordy Sheer           | Stany Zjednoczone | 1:55,716 | + 1,413 |
| 7.     | Kurt Brugger/Wilfried Huber        | Włochy            | 1:55,820 | + 1,517 |
| 8.     | Danił Czaban/Oleg Jermolin         | Rosja             | 1:55,981 | + 1,678 |

### Drużynowe
| Medal  | Zawodnicy                                                    | Państwo              | Czas | Strata   |
| ------ | ------------------------------------------------------------ | -------------------- | ---- | -------- |
| złoto  | Georg Hackl/Silke Kraushaar/Steffen Skel/Steffen Wöller      | Niemcy II            | 87   | 2:56,682 |
| srebro | Jens Müller/Sylke Otto/Patric Leitner/Alexander Resch        | Niemcy I             | 86   | 2:56,523 |
| brąz   | Markus Prock/Angelika Neuner/Markus Schiegl/Tobias Schiegl   | Austria I            | 83   | 2:57,217 |
| 4.     | Adam Heidt/Becky Wilczak/Mark Grimmette/Brian Martin         | Stany Zjednoczone I  | 74   | 2:57,964 |
| 5.     | Armin Zöggeler/Natalie Obkircher/Kurt Brugger/Wilfried Huber | Włochy I             | 73   | 2:58,014 |
| 6.     | Markus Kleinheinz/Simone Eder/Andreas Linger/Wolfgang Linger | Austria II           | 61   | 2:58,751 |
| 7.     | Wiktor Kneib/Margarita Klimienko/Danił Czaban/Oleg Jermolin  | Rosja I              | 59   | 2:59,685 |
| 8.     | Nick Sullivan/Brenna Margol/Chris Thorpe/Gordy Sheer         | Stany Zjednoczone II | 55   | 2:59,873 |

## Klasyfikacja medalowa
| Miejsce | Państwo           | złoto | srebro | brąz | Razem |
| ------- | ----------------- | ----- | ------ | ---- | ----- |
| 1.      | Niemcy            | 4     | 3      | 2    | 9     |
| 2.      | Włochy            | 0     | 1      | 0    | 1     |
| 3.      | Austria           | 0     | 0      | 1    | 1     |
| 3.      | Stany Zjednoczone | 0     | 0      | 1    | 1     |